# آرامش خانه بر شما باد
آرامش خانه بر شما باد (لهستانی: Pogoda domu niechaj będzie z Tobą؛ ‏انگلیسی: May Serenity of the Home Be with You) یک فیلم مستند لهستانی به کارگردانی آندری وایدا است که در سال ۱۹۷۹ منتشر شد. این فیلم، راوی خاطرات یاروسواف ایواشکیه‌ویچ از دوران جوانی و آن هنگامی است که او به‌عنوان معلمِ خصوصیِ خانگی در یک عمارت اعیان‌نشین کار می‌کرد.